# とも座ニュー星
とも座ν星は、とも座の恒星で3等星。

## 特徴
この星は、青白色の巨星であるが、スペクトル型B2の星として誕生し、数十万年前に水素の核融合を終え、数百万年後には赤色巨星になると推測されている。